# Бітинія Ліча
Бітинія Ліча (Bithynia leachii) — вид невеликих прісноводних черевоногих равликів з родини Bithyniidae.

## Розповсюдження й середовище існування
Цей вид має палеарктичний ареал, що зустрічається переважно в низовинах північної, центральної та східної Європи, а також південної Скандинавії (Австрія, Бельгія, Болгарія, Чехія, Данія, Естонія, Франція (материкова частина), Німеччина, Угорщина, Ірландія, Латвія, Литва, Нідерланди, Північна Македонія, Польща, Румунія, Росія (Калінінградщина), Сербія, Словаччина, Словенія, Іспанія (материк і Балеарські острови), Швеція, Швейцарія, Україна, Велика Британія. Цей вид живе в різних середовищах існування, таких як стариці, річки, струмки, рибні ставки, канали з повільною течією тощо. Він віддає перевагу середовищам існування з багатою рослинністю, часто з мулистим або мулистим субстратом із великою різноманітністю молюсків та інших водних безхребетних.

## Опис мушлі
Ширина мушлі 3–7 мм. Висота мушлі 4–8 мм. Колір коричневий або сірий. Є від 4 до 4.5 дуже опуклих обертів, які утворюють короткий конус з дуже глибоким швом порівняно з Bithynia tentaculata. Шпиль коротший і менш гострий, ніж у Bithynia tentaculata. Діафрагма і верхня сторона кришки плавно закруглені. Діафрагма без загострення у верхньому куті.